# Hammerschloss

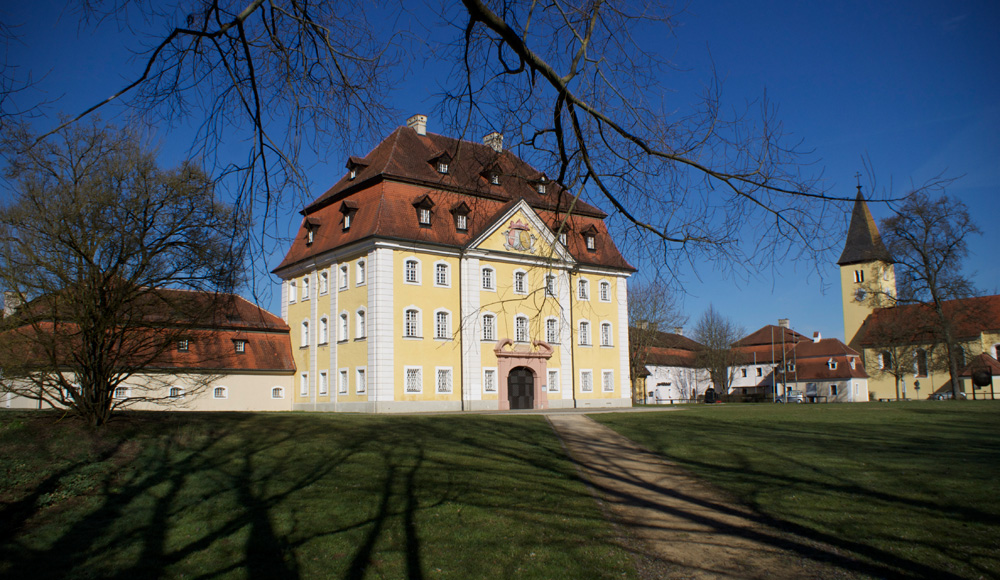
Das Hammerschloss in Theuern

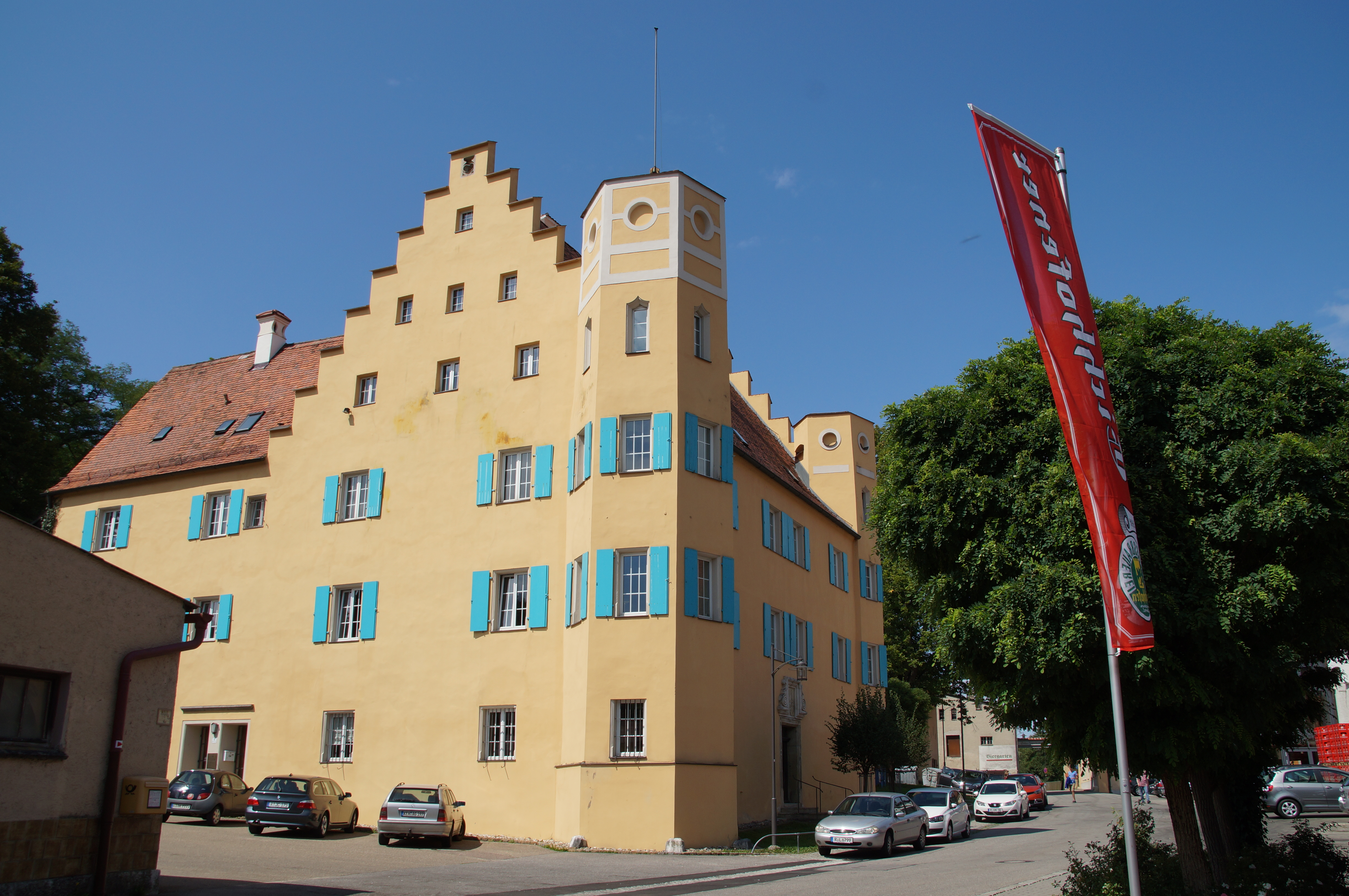
Schloss Eichhofen

Als Hammerschloss werden vornehmlich in der Oberpfalz die als repräsentative Wohngebäude von Hammerwerk-Besitzern (sogenannten Hammerherren) vom 16. bis ins 18. Jahrhundert errichteten Landschlösser bezeichnet.
Die Hammerschlösser befinden sich in der Regel in unmittelbarer Nähe des Hammerwerks oder einer Hammermühle, also auch an einem Flusslauf, durch dessen Hilfe das Mühlrad angetrieben werden musste. Bedeutende Hammerschlösser liegen entlang der Bayerischen Eisenstraße, wie z. B. in Theuern, Röthenbach, Dietldorf und Schmidmühlen zu sehen.
Bedingt durch das Ende der Eisenverarbeitung in Bayern waren viele Schlösser jahrelang ungenutzt. Heute werden sie oft restauriert und als Ausflugsziele touristisch vermarktet.
Ein Gegenstück sind die vor allem in Österreich vorkommenden Hammerherrenhäuser.